# 中都開王殿
中都開王殿位於臺灣高雄市三民區，是昔日磚仔窯地區的信仰中心，供奉觀音佛祖、五府千歲、中壇元帥、註生娘娘、福德正神、齊天大聖等神。其歷史可追溯至日治時期，是到磚仔窯工作的澎湖移民在工寮附近所蓋的寺廟，於1947年遷移到現址。廟內保有昭和九年（1934年）的香爐與神轎。
在磚仔窯——中都唐榮磚窯廠——被指定為古蹟後，周邊土地進行都市重劃，原有的工寮聚落於2009年遭到拆遷，中都開王殿一度也有要被拆遷之議，後暫緩拆除，直到2013年時廟宇仍保留於原址。

## 沿革
中都地區（磚仔窯、牛車寮、窯灰仔）過去是高雄市的工業區，吸引了很多外來移民。而磚仔窯——日治時期的鮫島商行、臺灣煉瓦打狗（高雄）工場即是此地最早發展的工業之一，附近（德西、川東、裕民三里）形成了由澎湖、臺南北門來的移民聚落，磚窯廠北側也有職工宿舍。
而中都開王殿即是磚仔窯聚落第一代移民所建，最初位在今天的九如陸橋紅綠燈處，1947年因為開闢九如三路而遷到今址。該廟遷址後並未重建過，此外其磚材均來自唐榮磚窯廠。磚窯廠在1985年停產之後，唐榮鐵工廠曾打算將廠區另作土地開發，後來經地方文史團體陳情下，於2003年4月6日公告為市定古蹟，2005年3月11日再公告為國定古蹟，但工業聚落並不在古蹟指定範圍之內。2004年在高雄市政府地政處《中都地區開發案可行性評估》報告案中，指出中都地區可以在愛河沿線美化後，與對岸的美術館園區結合成高級住宅區，之後中都地區開發工程於2009年開始動工，2010年4月中都濕地公園也開始動工，使得中都地區自日治時期開始形成的產業聚落地景瓦解消失。
而在昔日勞工聚落消失的同時，開王殿一度因為位於公園預定地而面臨拆除，但後來開王殿並未就此消失，而是被當作「家園象徵」由文史工作者與信徒們積極進行保存運動，開王殿的信徒並於2011年7月15日組成管理委員會，強化要將廟宇保存下來的決心。

## 信仰與神蹟傳說

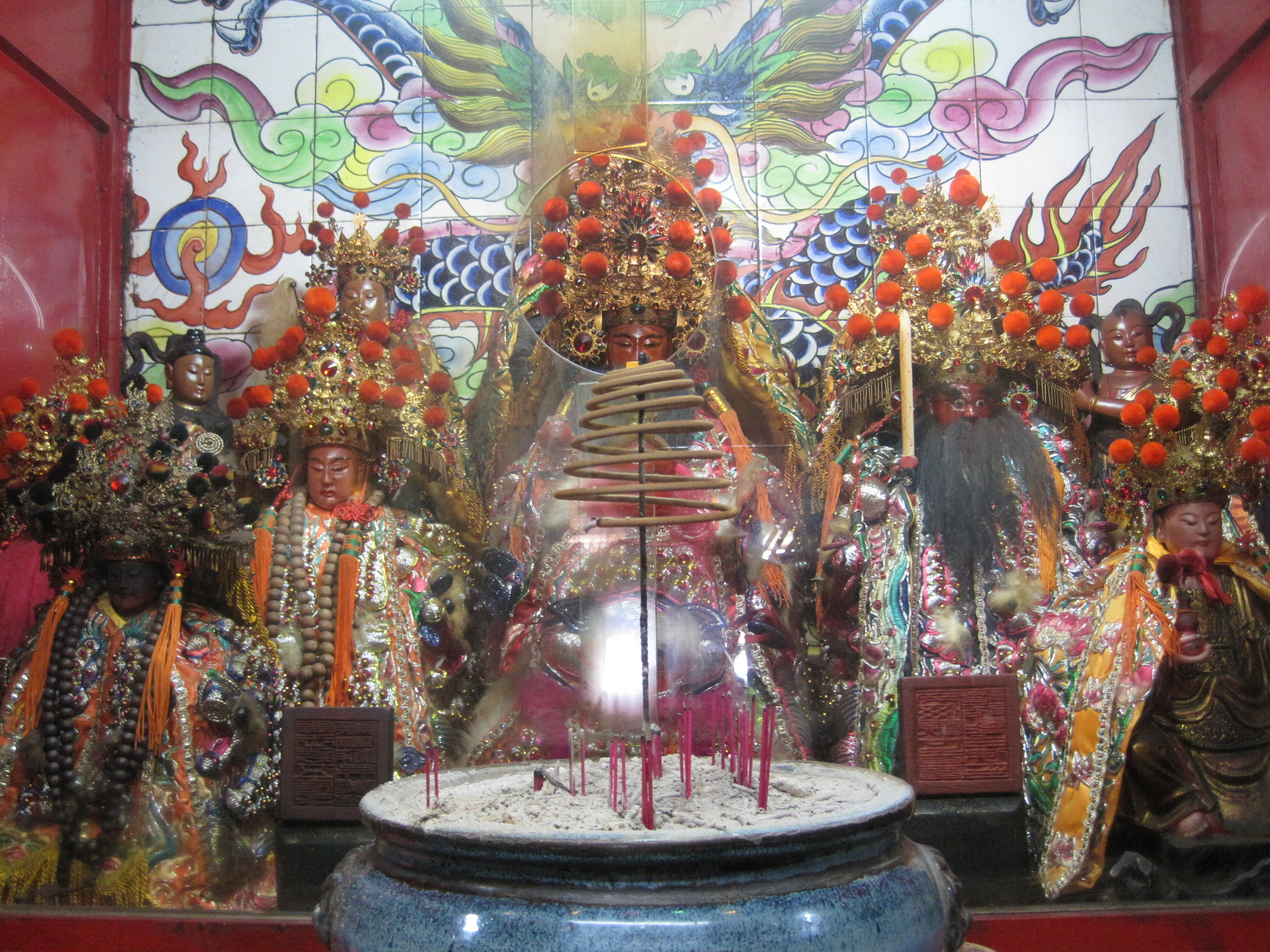
中都開王殿祀奉的神像

磚仔窯一帶的信徒遇到無法解決的問題，便會前來請示觀音佛祖，而由於據說觀音佛祖掌醫療，所以久病纏身的信徒更會前來求籤。傳說曾有一名住在工寮的婦人半夜會跑到屋頂上大聲咆嘯，家人勸阻無效便求助於開王殿的觀音佛祖，從觀音佛祖的乩身那得到是黑狗精附身的答案，而在乩身與黑狗精打鬥時，乩身一度被塞到神轎底下動彈不得，後來還是觀音佛祖顯靈乩身才能收服黑狗精。另外據說曾有一名久病不癒的瘋癲婦人，聽從觀音佛祖指示在開王殿住49天後其病便不藥而癒。不過現在的開王殿已經沒有乩童，所以來向觀音佛祖求助的信徒改以擲筊的方式來問事。

## 外部連結
- 中都開王殿的Facebook專頁